# Brucepattersonius igniventris
Brucepattersonius igniventris é uma espécie de roedor da família Cricetidae. Endêmica do Brasil, onde pode ser encontrada apenas na localidade-tipo no município de Iporanga, no estado de São Paulo.